# Ichthyothere
Ichthyothere là một chi thực vật có hoa trong họ Cúc (Asteraceae).

## Loài
Chi Ichthyothere gồm các loài: